# Loxostege brevivittalis
Loxostege brevivittalis là một loài bướm đêm trong họ Crambidae.